# Don Dohler
Donald M. „Don“ Dohler (* 27. Januar 1946 in Baltimore, Maryland; † 2. Dezember 2006 in Perry Hall, Maryland) war ein US-amerikanischer Regisseur.

## Leben
Don Dohler begann seine Filmkarriere bereits als Kind. In den 1960ern und 1970ern drehte er vornehmlich Kurzfilme. Sein erster Langfilm Alien Factor erschien 1978. Weitere Werke waren Angst der Verlorenen (1980), Nightbeast – Terror aus dem Weltall (1982), Galaxy Invader (1985) und Blood Massacre (1987). Danach zog er sich für einige Jahre als Regisseur zurück. In dieser Zeit arbeitete er an verschiedenen Filmmagazinen und schrieb einige Bücher über das Filmemachen. 2001 drehte er mit Alien Factor 2: The Alien Rampage eine Fortsetzung zu seinem Erstlingswerk.
Dohler gründete 2000 in Perry Hall, Maryland die Filmproduktionsfirma „Timewarp Films“ zusammen mit Joe Ripple.
Am 2. Dezember 2006 verstarb Don Dohler nach einem monatelangen Kampf gegen eine Krebserkrankung. Sein letzter Film Dead Hunt erschien posthum.
Troma Entertainment widmete Don Dohler die Retrospektive Blood, Boobs & Beast (2007).

## Filmografie
- 1978: Metamorphosis – The Alien Factor[5]
- 1980: Angst der Verlorenen (Fiend)
- 1982: Nightbeast – Terror aus dem Weltall (Nightbeast)
- 1985: Galaxy Invader
- 1987: Blood Massacre
- 2001: Alien Factor 2: The Alien Rampage
- 2007: Dead Hunt